# قائمة أفلام 2014
أعلى عشرة أفلام جمعا للإيرادات في عام 2014. 

(آخر تحديث: 15 يوليو 2015)

(اللون الأخضر يشير للأفلام التي مازالت في دور العرض اليوم)
| ترتيب | عنوان                                      | استديو                                       | الإيرادات                  |
| ----- | ------------------------------------------ | -------------------------------------------- | -------------------------- |
| 1     | المتحولون: عصر الانقراض                    | باراماونت بيكتشرز                            | 076 039 104 1 دولار أمريكي |
| 2     | الهوبيت: معركة الجيوش الخمسة               | وارنر برذرز/نيو لاين سينما/مترو غولدوين ماير | 788 119 955 دولار أمريكي   |
| 3     | حراس المجرة                                | استديوهات مارفل                              | 600 176 774 دولار أمريكي   |
| 4     | ملافسينت                                   | أفلام والت ديزني                             | 378 410 758 دولار أمريكي   |
| 5     | مباريات الجوع: الطائر المقلد - الجزء الأول | أفلام ليونسغايت                              | 229 100 752 دولار أمريكي   |
| 6     | رجال-إكس: أيام المستقبل الماضي             | تونتيث سينتشوري فوكس                         | 534 121 748 دولار أمريكي   |
| 7     | كابتن أمريكا: جندي الشتاء                  | استديوهات مارفل                              | 572 766 714 دولار أمريكي   |
| 8     | الرجل العنكبوت المذهل 2                    | كولومبيا بيكتشرز                             | 323 982 708 دولار أمريكي   |
| 9     | بزوغ كوكب القرود                           | تونتيث سينتشوري فوكس                         | 589 835 708 دولار أمريكي   |
| 10    | بينجمي                                     | باراماونت بيكتشرز/وارنر برذرز                | 017 720 672 دولار أمريكي   |

## قائمة الافلام
- 300: نهوض إمبراطورية
- أسطورة هرقل
- أكاديمية مصاصي الدماء (فيلم)
- أنا
- الخادم الأسود
- الدمى الأكثر طلباً
- الرجل الطائر
- الرجل العنكبوت المذهل 2
- السيد بيبودي و شيرمان
- الشبح (فيلم هندي)
- الفيل الأزرق (فيلم)
- المتحولون: عصر الانقراض
- المحقق كونان: قناص من بعد آخر
- المرأة الأخرى (فيلم)
- المستهلكون 3
- هاسي توه فاسي
- بانغ بانغ (فيلم هندي)
- بزوغ كوكب القرود
- بلا توقف (فيلم)
- بومباى (فيلم)
- بي.كي (فيلم هندي)
- تخريب (فيلم)
- تسامي (فيلم)
- تلك اللحظة المحرجة
- جاك ريان: الشبح المجند
- جريس أميرة موناكو (فيلم)
- جولة مع شرطي
- جيران (فيلم 2014)
- حافة الغد
- حراس المجرة
- حيدر (فيلم هندي)
- رجال الآثار
- رجال-إكس: أيام المستقبل الماضي
- ركلة (فيلم هندي)
- روبوكوب (فيلم 2014)
- ريو 2
- سلاحف النينجا (فيلم 2014)
- سيرينا (فيلم)
- شريط الجنس (سكس تاب)
- صعود جوبيتر
- عشاق السحر (فيلم هندي)
- عملية الجوز
- غودزيلا (فيلم 2014)
- فتاة المصنع (فيلم)
- في عينيك
- فيلم ليغو
- قائم بين النجوم
- قصة الشتاء
- كابتن أمريكا: جندي الشتاء
- كيف تروض تنينك 2
- لا مؤاخذة (فيلم)
- ليلة في المتحف: سر قبر
- ما زال لدينا وقت (فيلم)
- مباريات الجوع: الطائر المقلد - الجزء الأول
- مختلف
- مدينة الخطيئة: سيدة لتقتل من أجلها
- مزيج (فيلم)
- ملافسينت (فيلم)
- مليون طريقة للموت في الغرب
- ممرضة ثري دي
- نشاط خارق: ذوي العلامة
- نهاية سعيدة (فيلم هندي)
- نوح (فيلم 2014)
- نيد فور سبيد (فيلم)
- هرقل (فيلم 2014)